# Table Mountain (Teton County, Wyoming)
Der Table Mountain ist ein Berg im Grand-Teton-Nationalpark im Westen des US-Bundesstaates Wyoming. Er hat eine Höhe von 3386 m und ist Teil der Teton Range in den Rocky Mountains. Der Table Mountain erhebt sich westlich des südlichen Ausläufers des Cascade Canyons und liegt auf dem Grat, der westlich der Cathedral Group vom Littles Peak über Table Mountain und The Wall bis in die Westhänge von Veiled Peak und Buck Mountain verläuft. Der Gipfel liegt 1,6 km nördlich des Hurricane Pass, einem Fußgängerpass auf dem Teton Crest Trail, und wenige Kilometer westlich des Grand Teton auf der Grenze des Grand-Teton-Nationalparks zur Jedediah Smith Wilderness des Caribou-Targhee National Forests. Die Besteigung erfolgt am leichtesten vom westlich gelegenen Teton Canyon, technisch anspruchsvollere Besteigungen erfolgen vom Cascade Canyon aus auf den Berg.

## Geschichte
Am 27. Juli 1872 reiste eine Gruppe von Teilnehmern der Hayden-Expedition, darunter Fotograf William H. Jackson, Charles Campbell, Alexander Sibley, Philo Beveridge und John Coulter, den nördlichen Ausläufer des Teton Canyons hinauf und bestiegen von dort aus den Table Mountain. Diese Besteigung wird als Erstbesteigung des Berges gesehen.
Am 31. Juli 2000 rettete der US-amerikanische Schauspieler Harrison Ford mit seinem Bell 407-Helikopter eine Bergsteigerin vom Table Mountain, die nicht mehr in der Lage war, selbst vom Berg anzusteigen. Drei Bergsteiger halfen ihr bis zu einer entfernten Bergwiese, wo Ford mit seinem Helikopter landen konnte. Ford, der auf einer Ranch in der Nähe von Jackson lebt und Rettungsmissionen mit seinem Helikopter im Teton County durchführt, flog die dehydrierte Bergsteigerin in das St. John´s Hospital in Jackson.

## Belege
1. ↑  Peakbagger: Table Mountain. Abgerufen am 26. Oktober 2021.
2. ↑  Naturalatlas: Table Mountain. Abgerufen am 26. Oktober 2021 (englisch).
3. 1 2 3  Summitpost: Table Mountain : Climbing, Hiking & Mountaineering. Abgerufen am 26. Oktober 2021.
4. ↑  Aviationhumor.net: Harrison Ford Search and Rescue Operation. In: Aviation Humor. 30. März 2016, abgerufen am 26. Oktober 2021 (amerikanisches Englisch).
5. ↑  A. B. C. News: Action Star Harrison Ford Rescues Hiker. Abgerufen am 26. Oktober 2021 (englisch).